# Piazza Rosmini
Piazza Rosmini è una piazza nel centro storico di Rovereto, posta all'estremità est del corso Rosmini.

## Storia

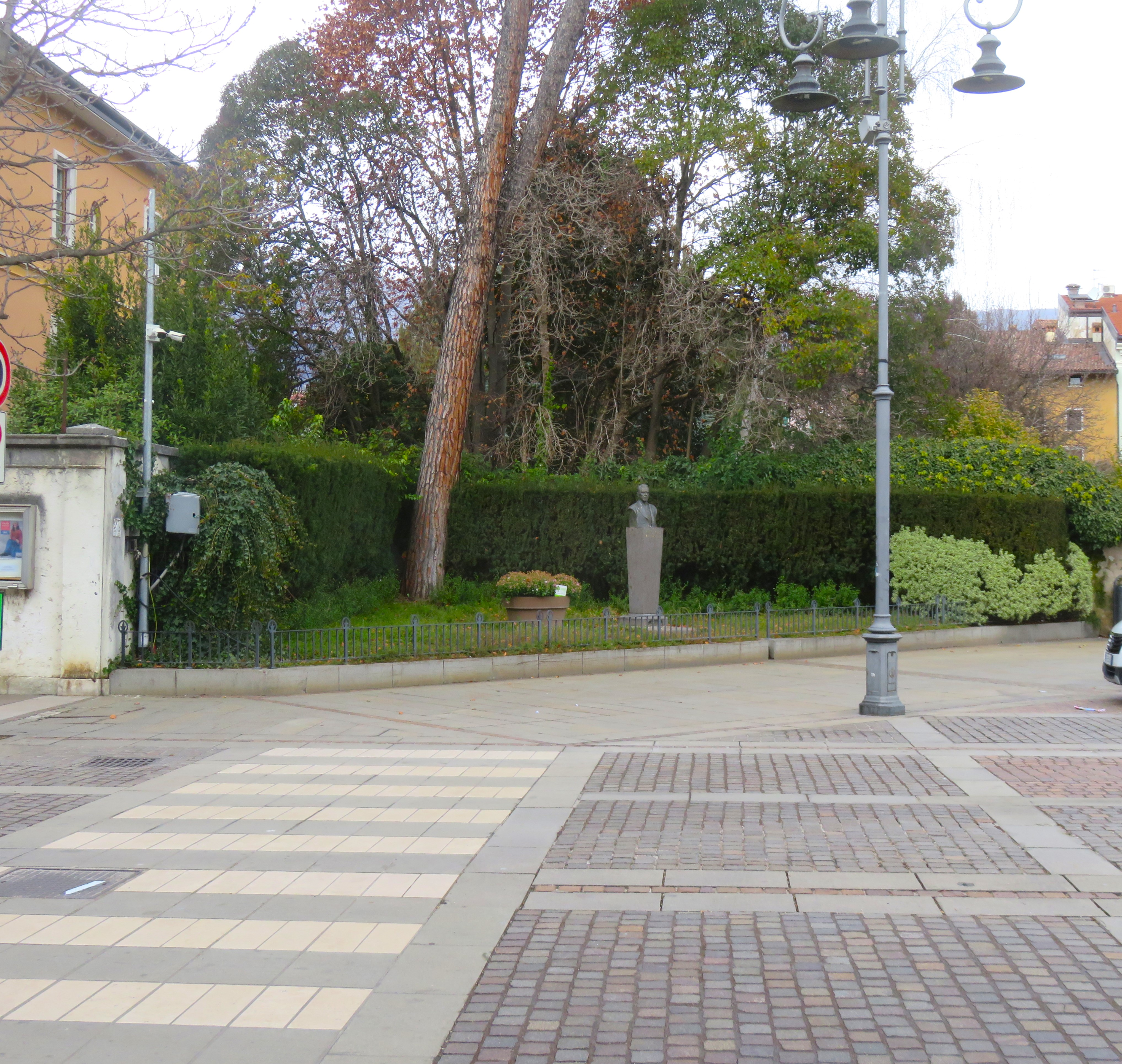
Piazza Rosmini, angolo col busto di Riccardo Zandonai.

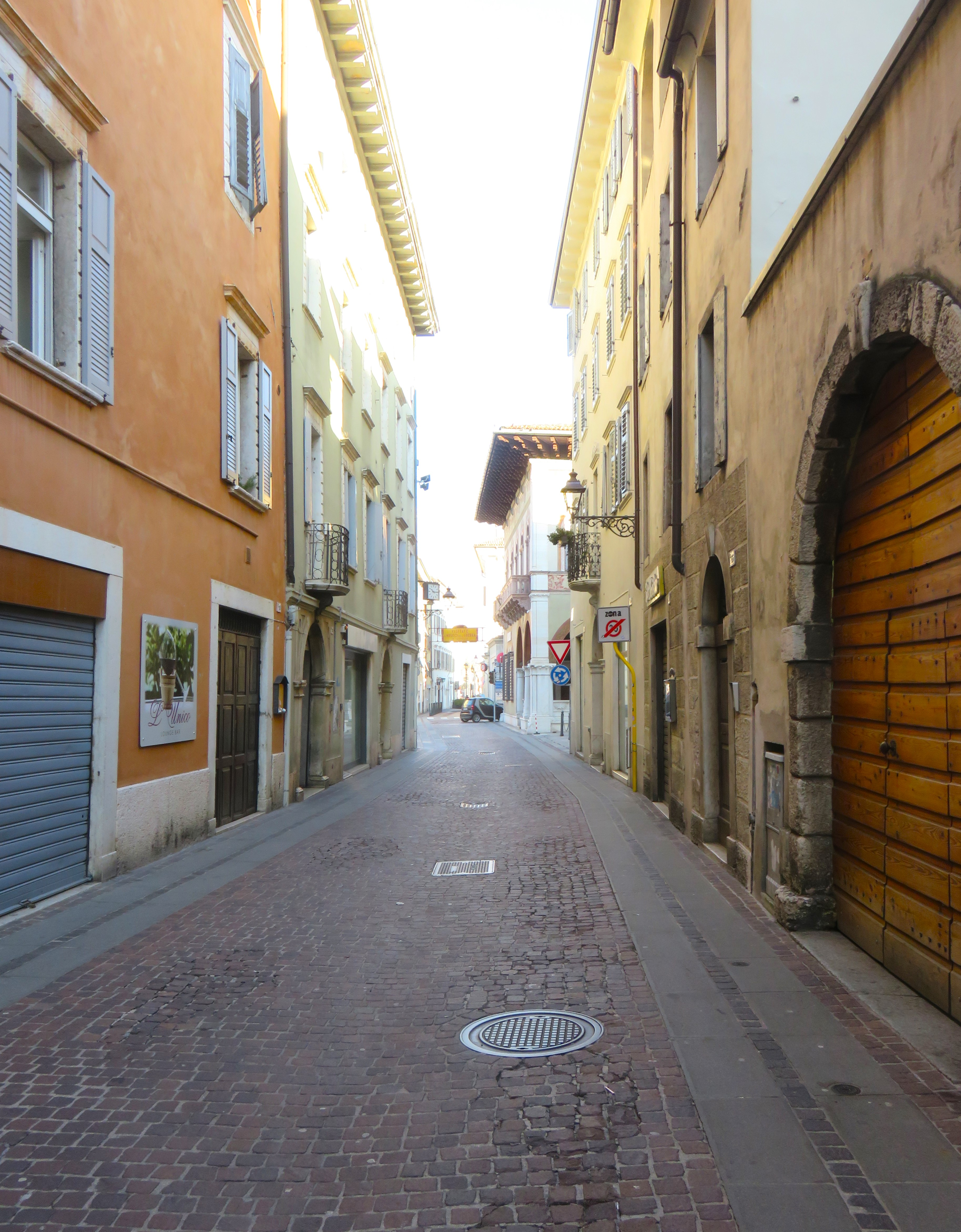
Via Orefici nel tratto verso piazza Rosmini.

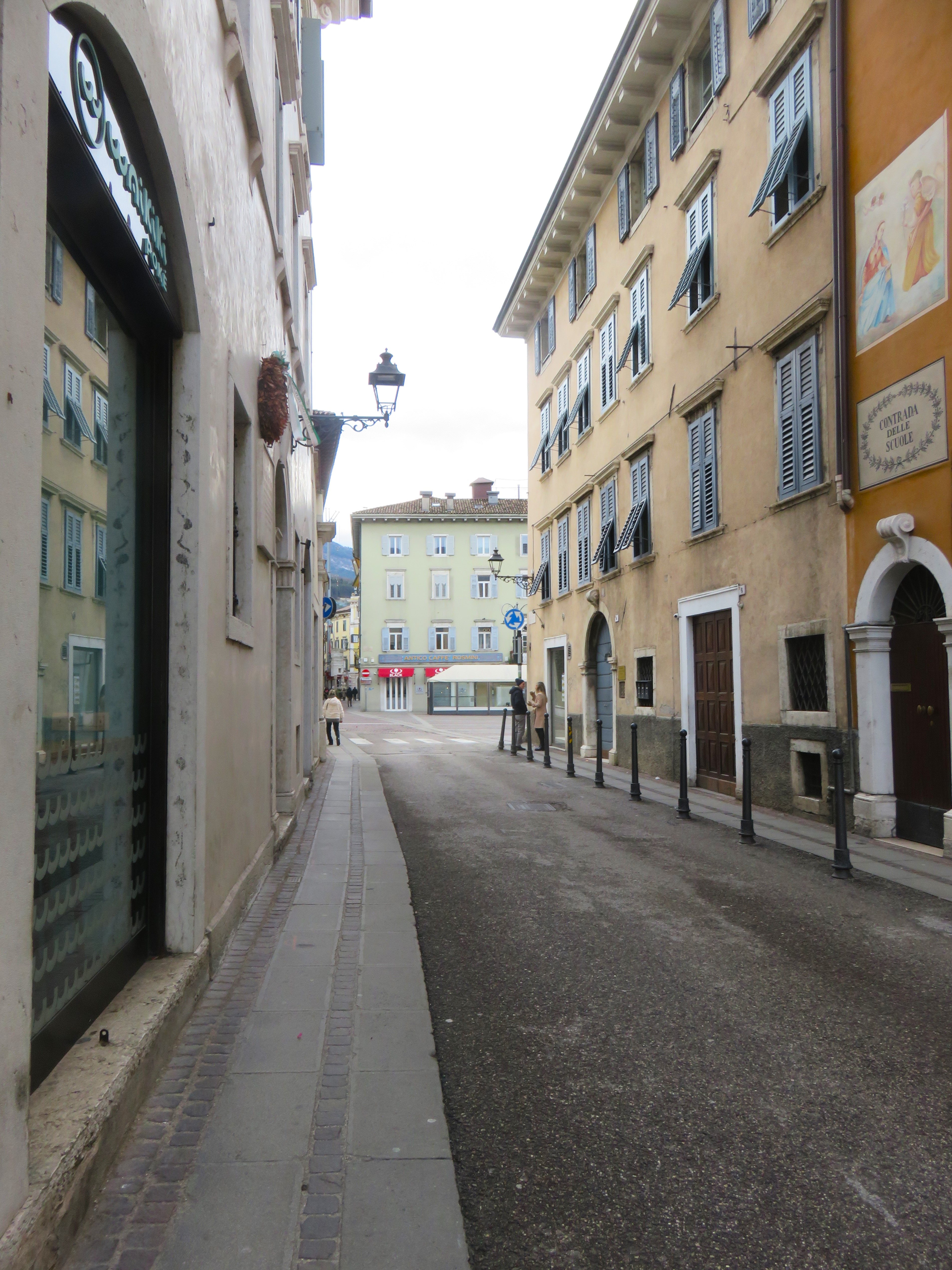
Corso Bettini nel tratto della strettoia che porta a piazza Rosmini.

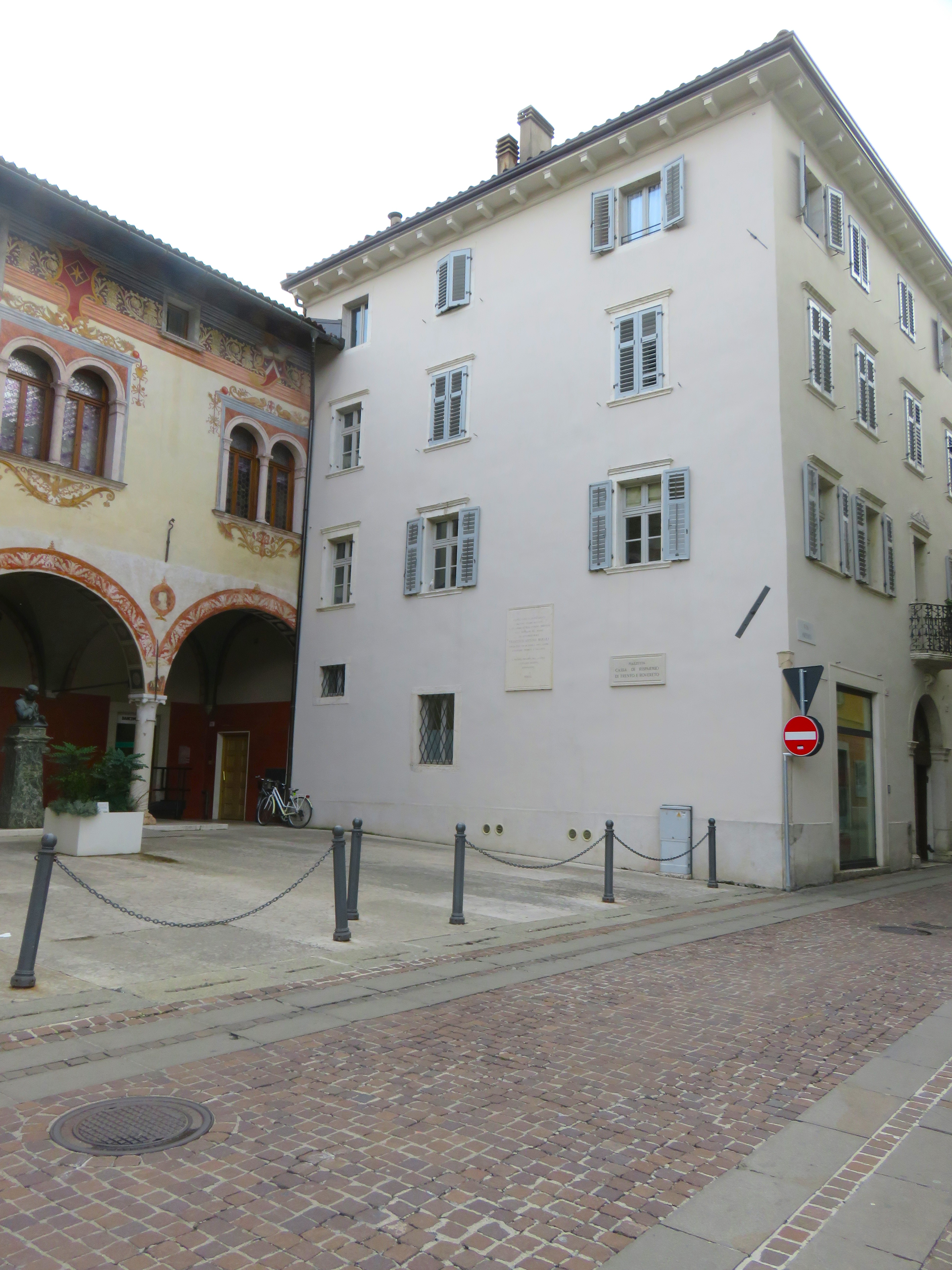
Piazzetta Cassa di Risparmio che si affaccia su piazza Rosmini. A sinistra è visibile il busto di Clementino Vannetti e sulla destra inizia via Orefici.

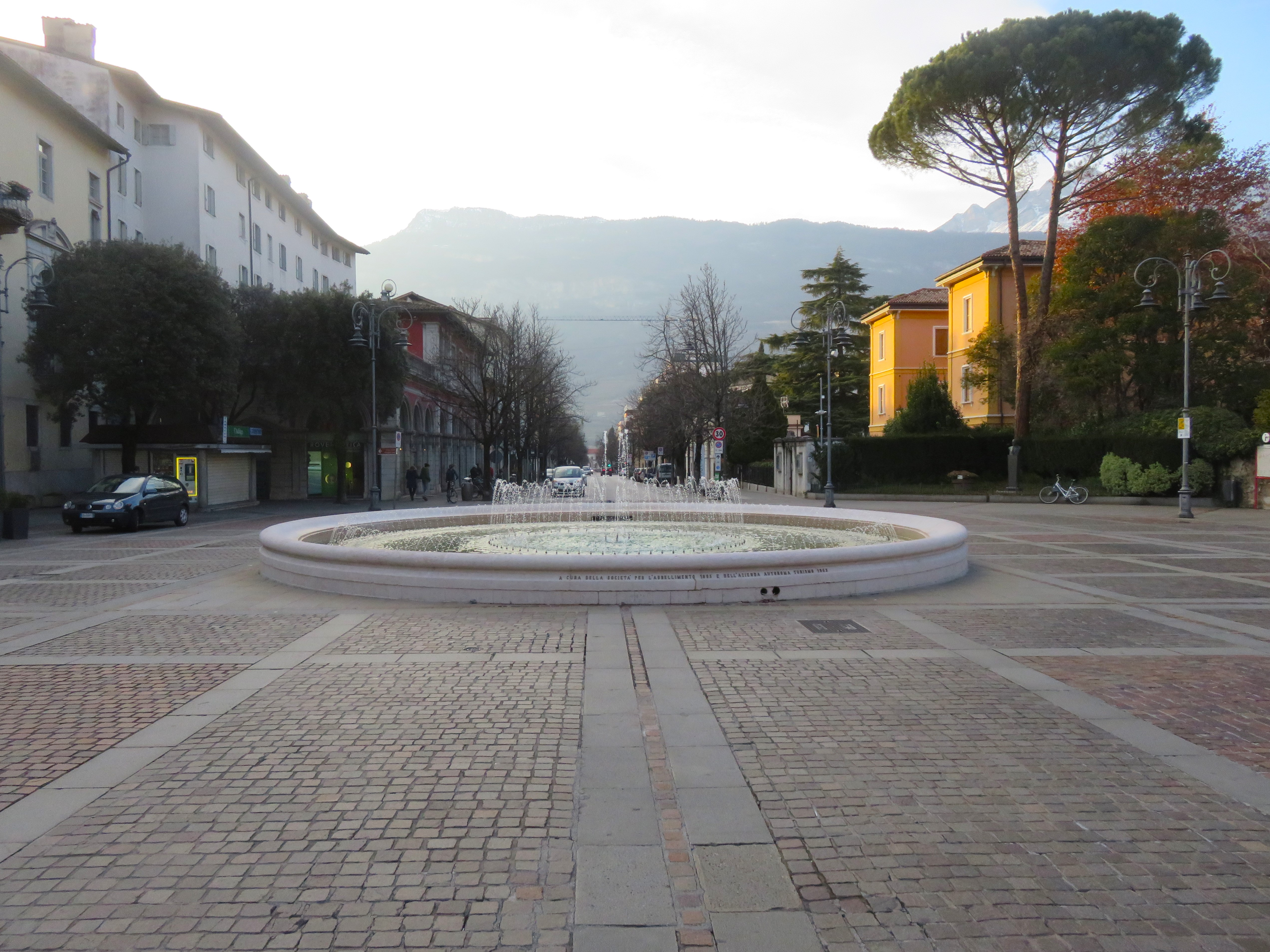
Piazza Rosmini con la sua fontana e inizio di corso Rosmini.

Nel 1857 venne aperta in città  la via Nuova, che unì la stazione ferroviaria di Rovereto al centro cittadino che stava sorgendo in piazza Scuole ad opera dell'ingegnere del comune C. de Chiusole. Questo ampio spazio con gli anni divenne il punto centrale dal quale inizia l'importante arteria che porta verso nord, a Trento e intitolata  ad Angelo Bettini solo col secondo dopoguerra, diventando corso Bettini. Da qui si diramano le altre vie verso est per via dei Colli e verso sud, per il centro storico e verso la vicina piazza Cesare Battisti.

### Origini del nome
In origine la piazza venne chiamata piazza Scuole e anche piazza Nuova, e solo in seguito divenne piazza Rosmini, dedicandola così al filosofo roveretano Antonio Rosmini.

## Descrizione
Al centro della piazza circolare si trova la fontana Rosmini, ivi collocata nel 1895, in sostituzione del monumento ad Antonio Rosmini, che fu spostato di fronte alla sua casa natale nella strada omonima; di forma circolare, possiede un getto centrale e spruzzi periferici che creano giochi d'acqua, oltre a una scritta su un lato, aggiunta nel 1963. Dalle vie e spazi che si diramano dalla piazza si accede a vari punti d'interesse:
- Corso Bettini
- Viale dei Colli
- Palazzo Del Bene, posto a est, è l'edificio maggiormente interessante dell'intera piazza e risale al XV secolo. In origine è appartenuto ai Del Bene e poi divenuto proprietà dei conti D'Arco. Dal 1904 venne ceduto alla Cassa di Risparmio di Trento e Rovereto diventando sede dell'istituto di credito trentino e rimanendo anche in seguito sede bancaria.
- Piazzetta Cassa di Risparmio di Trento e Rovereto, alla destra di palazzo Del Bene, dove si trova il busto di Clementino Vannetti
- Via Orefici, dalla quale si accede alla piazza Cesare Battisti
- Vicolo Loreto, stretto passaggio che conduce alla piazza sulla quale affaccia la chiesa della Beata Maria Vergine di Loreto
- Corso Rosmini, principale asse viario cittadino che arriva sino al piazzale con rotatoria della stazione di Rovereto
- Monumento col busto di Riccardo Zandonai